# Daisy Lowe
Pour les articles homonymes, voir Lowe.
Daisy Lowe, de son nom complet Daisy Rebecca Lowe, est un mannequin et styliste anglaise.

## Carrière
Daisy Lowe débute en tant que mannequin à l'âge de deux ans et fait quelques séances photos à douze et quatorze ans. 
Elle a défilé pour Chanel, Burberry, Vivienne Westwood et a posé sous l'objectif des photographes Terry Richardson ou Mario Testino. 
En 2010, elle crée une ligne de vêtements pour la marque de prêt-à-porter Morgan et figure dans le Calendrier Pirelli aux côtés de Lily Cole et Marloes Horst.
En 2011, elle pose nue pour Playboy et apparaît dans le clip de la chanson Come Closer du chanteur Miles Kane.
En 2014, elle apparaît dans le clip de la chanson Leave Your Lover du chanteur Sam Smith.
En 2016, elle participe à l'émission Strictly Come Dancing.

## Vie privée
Elle est la fille de l'ex-mannequin Pearl Lowe et du chanteur Gavin Rossdale du groupe Bush. Son père, qui était au départ son parrain, n'apprend leur filiation qu'en 2004.
En 2010, Daisy Lowe a eu une relation avec l'acteur anglais Matt Smith.

## Filmographie
- 2014 : Géographie du cœur malchanceux (Geography of the Heart), de David Allain et Alexandra Billington : Zan (segment "Londres")